# Kikimora palustris
Kikimora palustris je monotipski rod baldahinskih paukova koji sadrži jednu vrstu, Kikimora palustris. Prvi ga je opisao K. Y. Eskov 1988., a pronađen je samo u Finskoj, Norveškoj i Rusiji.

## Etimologija
Kada je Eskov otkrio ovaj rod baldahinskih paukova, dao mu je ime bauk žene iz ruskog folklora (i personifikacije noćne more i paralize sna) Kikimore - posebno vrste Kikimore za koju se vjerovalo da nastanjuje močvare (specifično ime palustris znači "iz močvara") i da je u braku sa šumskim duhom Lešijem.